# Isabella Francken
Isabella Francken (geboren im 16. Jahrhundert; gestorben nach 1631) war eine flämische Malerin. Sie gehörte zur Malerfamilie Francken, die im 17. Jahrhundert in den Spanischen Niederlanden als Genre- und Stilllebenmaler tätig waren. Sie signierte ihre Werke mit dem Kürzel I.FRANCK.

## Leben und Werk

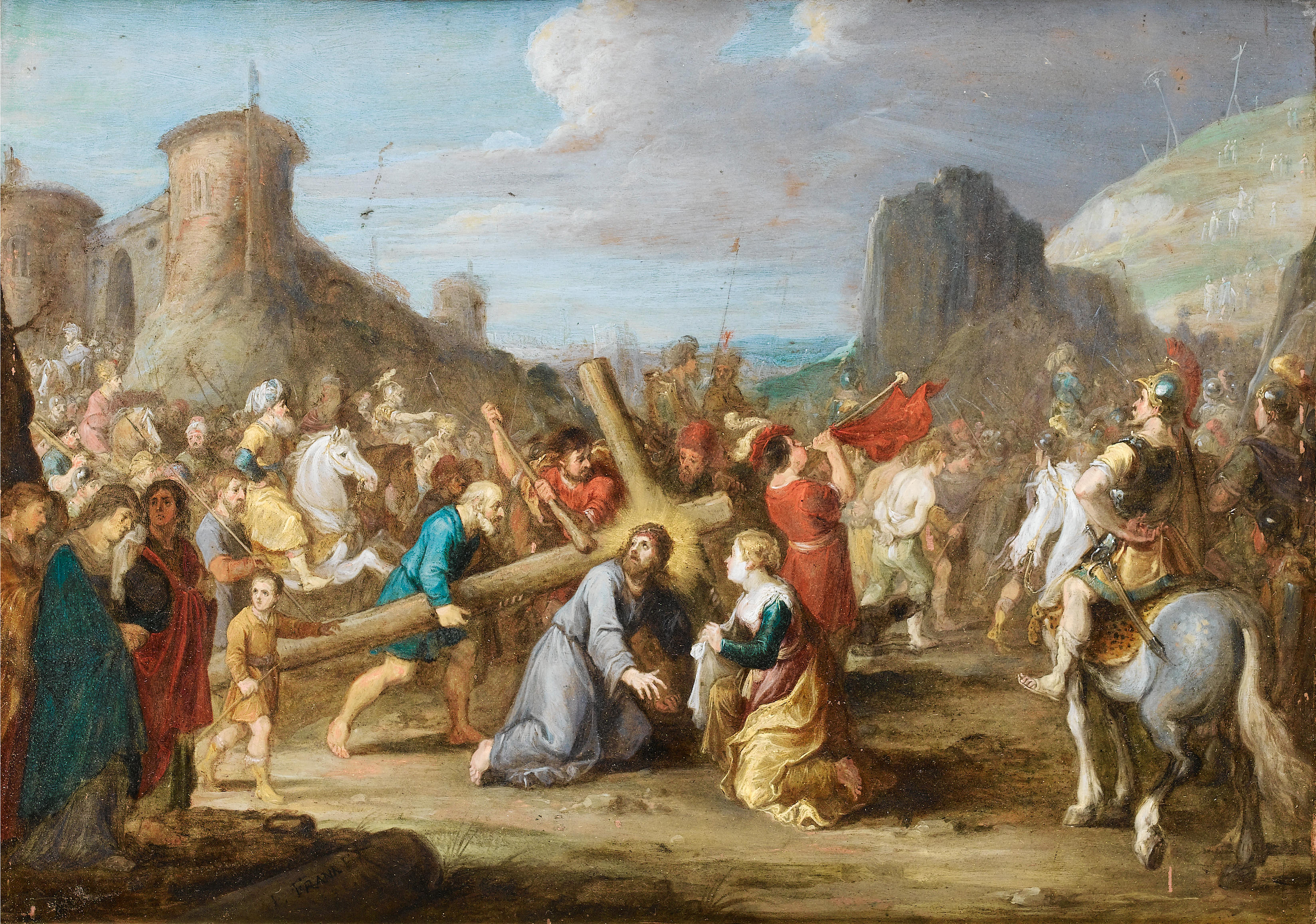
Der Weg zum Kalvarienberg, 1531

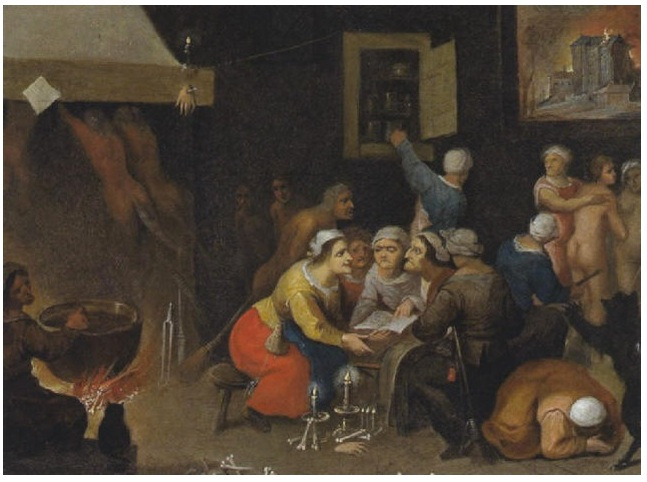
Eine Versammlung von Hexen

Isabella Francken wurde als Tochter des Malers Hieronymus I Francken (1540–1610) und der Françoise Miraille (gestorben nach 1619) geboren. Über ihr Leben ist nicht viel bekannt. Sie gehörte zur zweiten Generation südniederländischer Einwanderer. Francken heiratete am 9. Oktober 1600 in Paris Gervais Senturion. Ihre Tochter Elisabeth Pourbus wurde 1614 geboren, der Vater ihrer Tochter war jedoch Frans Pourbus der Jüngere (1569–1622).
Es ist nach 1631 nichts mehr über ihr Leben bekannt.